# Dani Mateo
Daniel Mateo i Patau, més conegut com a Dani Mateo, (Barcelona, Barcelonès, 1 de juny de 1979) és un còmic, actor i presentador de ràdio i televisió català, actualment col·laborador del programa de laSexta, El Intermedio.

## Trajectòria

### Ràdio
Llicenciat en periodisme per la Universitat Autònoma de Barcelona, va encetar la seva trajectòria a la ràdio local. Després va passar per diverses emissores professionals catalanes com Catalunya Cultura, Onda Cero, Ràdio Gràcia, Ona Catalana, RAC 1 i Flaix FM.
Al principi de setembre del 2012, Los 40 Principales anuncia el fitxatge de Dani per l'emissora després d'un temps sense aparèixer. El programa es diu YU no te pierdas nada i s'emet en streaming de dilluns a divendres.

### Televisió
Gràcies a la seva amistat amb Martín Piñol, que ha conegut a la ràdio després del seu passatge com a informador del trànsit, entra de ple al món dels monòlegs i forma part dels humoristes de la cadena de televisió Paramount Comedy.
Ha treballat a TV3, ha estat col·laborador en diferents emissores de ràdio i, a partir d'abril del 2004, presenta el programa Noche Sin Tregua (NST) a Paramount Comedy, programa que també emeté durant un temps Localia TV els dijous a la nit. També ha col·labot com a columnista a la revista DT i format part de l'equip del programa "Anda Ya" als 40 Principals. A partir d'abril de 2007 ha col·laborat en el programa Fenómenos a laSexta, així com a la sèrie de televisió "La familia Mata", en què va fer el paper de Jorge.
A partir el 5 de novembre del 2007 treballa també al programa Sé lo que hicisteis..., primer a la secció d'actualitat, i després amb una secció anomenada primer '¿Qué está pasando en Telecinco?', que després esdevindrà '¿Qué está pasando?', tots dos amb Ángel Martín Gómez, ex-company de casa i col·laborador a "Noche Sin Tregua". També col·labora en la secció d'actualitat amb la Patricia Conde, que es va acabar el 2010 en ocasió de l'estrena del programa esportiu de després-dinar Periodistas F.C, amb Ricardo Castella, monologuista de la Paramount, a laSexta, que va fer llufa per la baix nombre d'espectadors.
El 29 d'agost de 2011, es va incorporar al programa d'humor El Intermedio de La Sexta. A més, col·labora a El club de la comèdia, també a la Sexta, fent monòlegs. El 28 d'octubre de 2015 va ser trending topic a les xarxes socials perquè el cantant canadenc Justin Bieber el va deixar plantat en una entrevista de l'emissora de ràdio espanyola Los 40 principales.

## Vida personal
Va estar casat amb l'actriu de La familia Mata, Elena Ballesteros des de juliol del 2010 fins al 2016 on van decidir posar fi al seu matrimoni.